# Jingurudó
Jingurudó es un corregimiento de la comarca indígena panameña de Emberá-Wounaan. Tiene una población de 486 habitantes (2010).